# Евпраксија Псковска
Евпраксија Псковска (рођ.  Ефросинија;? - 8. маја 1243, Отепа (данас Естонија),  ћерка полочког кнеза Рогволода Борисовича. Поштована од Руске православне цркве. Помиње се 16. октобра (по јулијанском календару) .
Рођена је 1170-их, а најкасније 1181. Одгајана је у Полоцком Спасо-Преображенском манастиру. Око своје 30. године удала се за псковског кнеза Јарослава Владимировича.
Кнез Јарослав је побегао из Пскова у Ливонију и тамо се оженио Немицом. Заједно са немачким витезовима више пута је напао руске земље, а 1231. године заузео је Изборск. Након одласка мужа, Ефросинија је почела да води изузетно побожан живот: 1243. године подигла је манастир Светог Јована Крститеља на обали реке Великаје и постала његова прва игуманија.
Исте године је позвана у Ливонију на састанак са бившим мужем и преговоре око мираза, где ју је 8. маја у граду Оденпе убио њен посинак (син Јарослава и Немице).
Сахрањена је у саборном храму манастира који је основала.
Традиција локалног поштовања Евпраксије потиче од признања новгородског епископа појаве чудотворне иконе над Евпраксијиним гробом. „Света и блажена кнегиња Евпраксија Псковска” је именована у „Опису руских светитеља” у списку из 1734. године.
Лик праведне принцезе сачуван је на две иконе, на једној од њих је приказана како се моли са светим Јованом Крститељем и светим апостолом Андрејем Првозваним.